# Osma legislatura Italijanske republike
Osma legislatura Italijanske republike je bilo obdobje rednega zasedanja parlamenta Italijanske republike med 20. julijem 1979 in 11. julijem 1983.

## Vlade
- Vlada Cossiga I
  - 4. avgust 1979  – 4. april 1980
  - predsednik: Francesco Cossiga (DC)
- Vlada Cossiga II
  - 4. april 1980  – 18. oktober 1980
  - predsednik: Francesco Cossiga (DC)
- Vlada Forlani
  - 18. oktober 1980  – 28. junij 1981
  - predsednik: Arnaldo Forlani (DC)
- Vlada Spadolini I
  - 28. junij 1981  – 23. avgust 1982
  - predsednik: Giovanni Spadolini (PRI)
- Vlada Spadolini II
  - 23. avgust 1982  – 1. december 1982
  - predsednik: Giovanni Spadolini (PRI)
- Vlada Fanfani V
  - 1. december 1982  – 4. avgust 1983
  - predsednik: Amintore Fanfani (DC)

## Predsednik poslanske zbornice
- Leonilde Iotti, PCI
  - 20. junij 1979  – 11. julij 1983

## Predsednik senata
- Amintore Fanfani, DC
  - 20. junij 1979  – 1. december 1982
- Tommaso Morlino, DC
  - 9. december 1982  – 6. maj 1983
- Vittorino Colombo, DC
  - 12. maj 1983  – 11. julij 1983